# McCaysville
McCaysville é uma cidade localizada no estado americano de Geórgia, no Condado de Fannin.

## Demografia
Segundo o censo americano de 2000, a sua população era de 1071 habitantes.
Em 2006, foi estimada uma população de 942, um decréscimo de 129 (-12.0%).

## Geografia
De acordo com o United States Census Bureau tem uma área de 4,2 km², dos quais 4,1 km² cobertos por terra e 0,1 km² cobertos por água.

## Localidades na vizinhança
O diagrama seguinte representa as localidades num raio de 36 km ao redor de McCaysville.